# 오펠 카데트

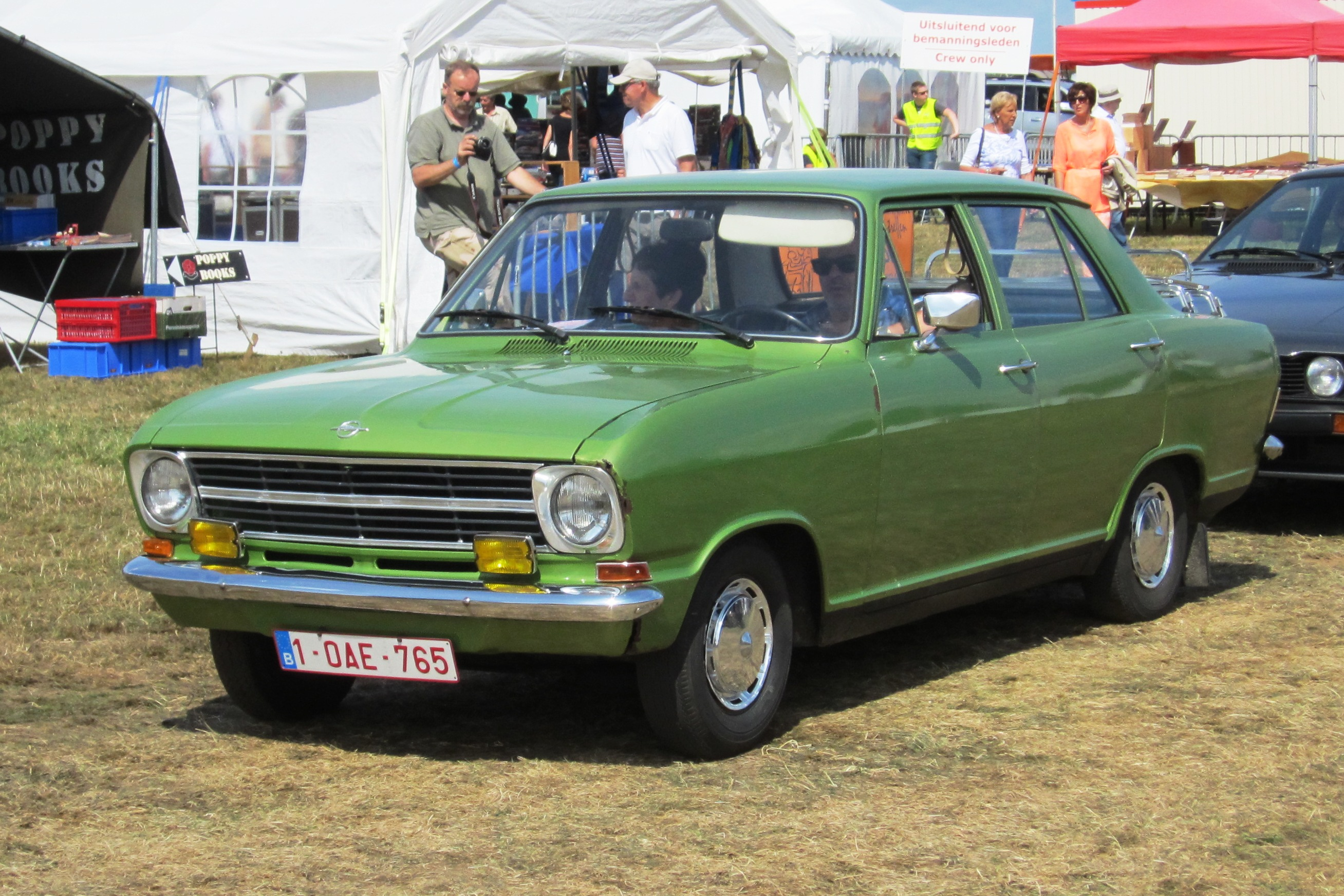
오펠 카데트 B 4도어

오펠 카데트(Opel Kadett)는 독일의 자동차 제조 업체 오펠이 1936년부터 1940년까지, 그리고 1962년부터 1991년까지 생산한 소형 세단이다. 그 후 오펠 아스트라가 후속 모델로 출시되었다.

## 카데트

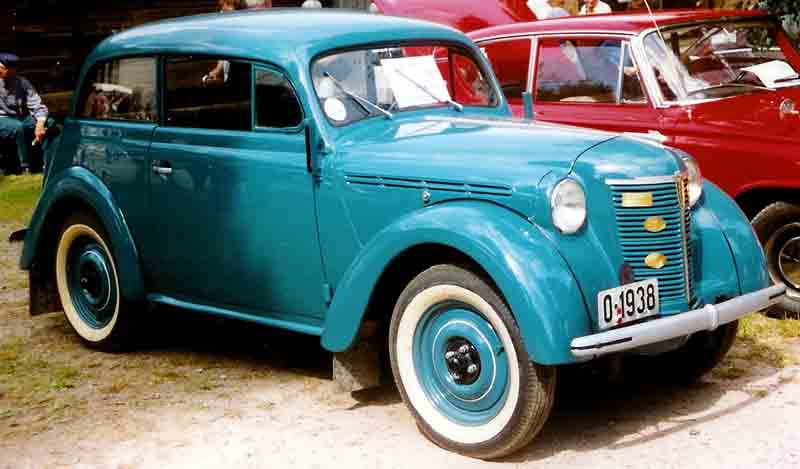
오펠 카데트 정측면

1936년에 선보였던 이 차는 전륜 독립 서스펜션 등을 갖춘 진보적인 설계를 통해 개발되었다. 1,073cc 엔진은 23마력이나, 차량 중량이 경량(757kg)이었기 때문에 최고 속도는 98km/h에 이르렀다. 제2차 세계 대전이 발발한 후인 1940년에 오펠 공장은 독일 정부에 접수되어 카데트의 생산도 중지되었다.

## 카데트 A

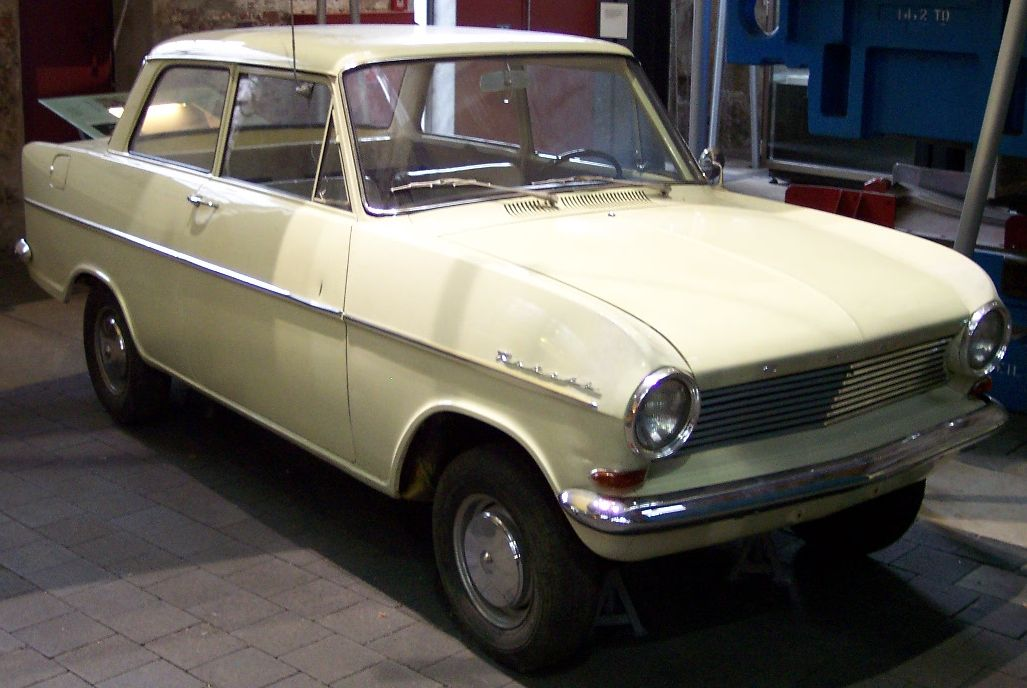
오펠 카데트 A 정측면

제2차 세계 대전에서 패한 독일은 이후에 모터리제이션에 진입했고, 이에 오펠은 22년 만인 1962년에 카데트라는 차명을 부활시켰다. 생산성을 고려하여 심플하게 디자인되었고, 40마력의 993cc 엔진을 얹었다. 3년 동안 649,512대가 생산되어 성공을 거뒀다. 탑 기어 영국판에서 리처드 해먼드가 이 차로 보츠와나를 횡단했으며, 강에 빠져서 시동이 꺼졌을 때 이 차를 올리버라고 부르며 오열하는 장면은 최고의 명장면이었다. 보츠와나 스페셜 후 영국으로 이 차를 가져온 리처드 해먼드는 OLIV3R이라는 번호판을 달고 아직도 함께하고 있으며, 지금도 자세히 보다보면 대형 트럭 편이나, 알파로메오 편에 등장하여 눈을 즐겁게 해주고 있다.

## 카데트 B

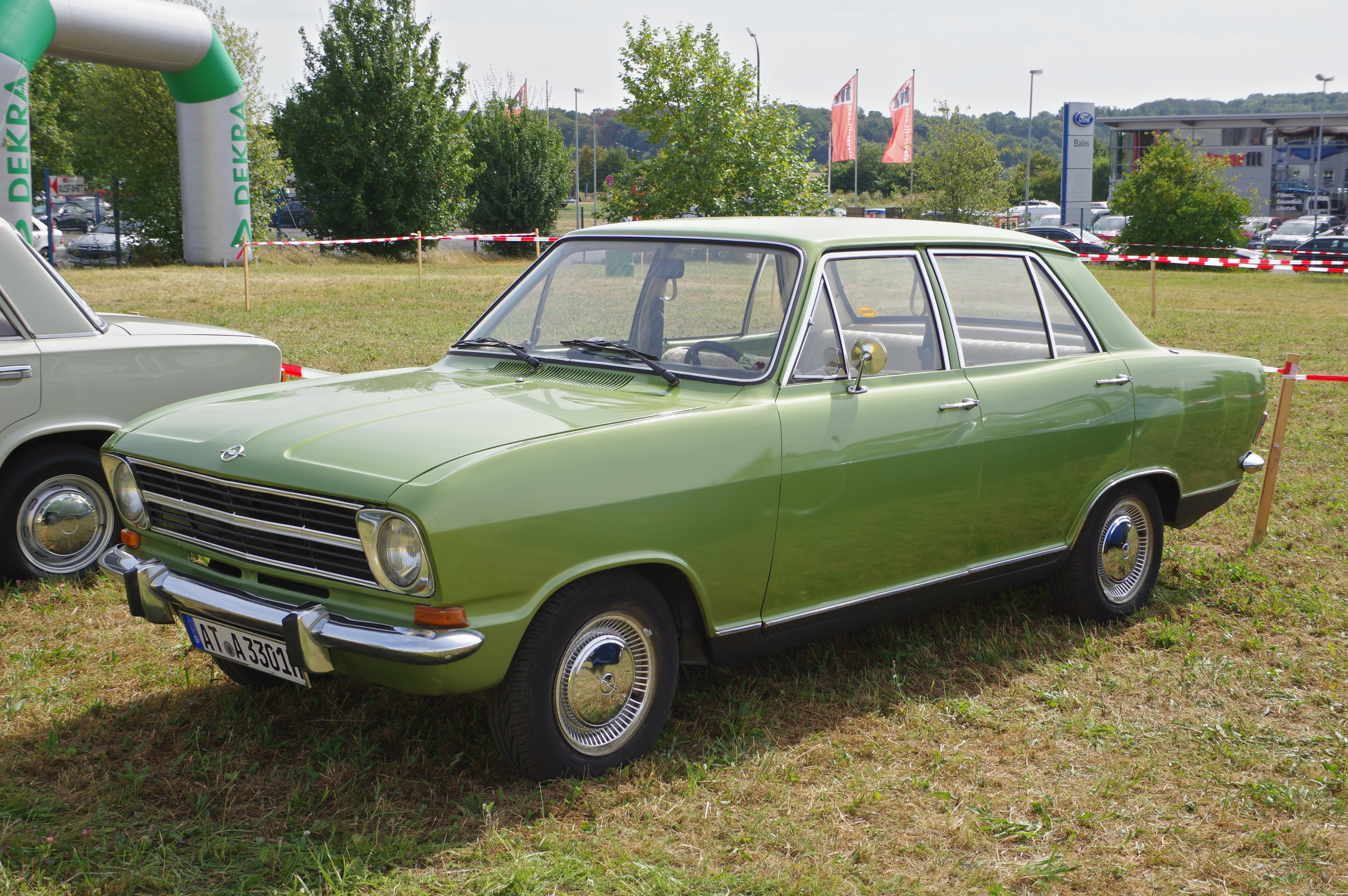
오펠 카데트 B 정측면

1965년 여름에 선보였다. 성공을 거둔 유럽산 차로서는 이례적으로, 풀 모델 체인지를 빠른 시기에 했다. 카데트 A와 디자인이 비슷하지만, 축거와 윤거가 연장되어 안정성을 높였다. 1972년에는 출시된지 오래되었던 폭스바겐 비틀을 제치고 서독의 베스트 셀러 카의 자리에 올랐다.

## 카데트 C

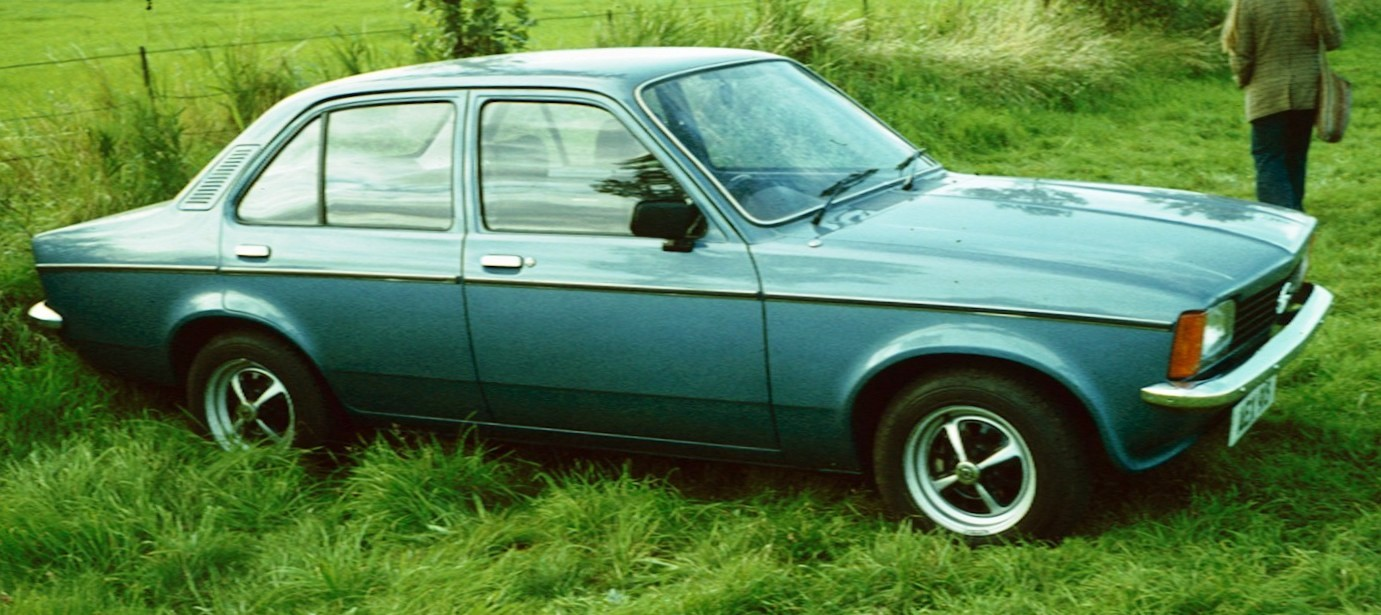
오펠 카데트 C 정측면

1973년 8월에 출시된 카데트 C는 플랫폼을 공유하면서도 각 나라에 맞게 개발한다는 GM의 전략을 통해서 세계 전략 차종의 일환으로 개발되어 GM의 T 카가 되었다. 대한민국에서 1977년에 출시된 대우 제미니와 제미니의 페이스 리프트 차종인 맵시 및 맵시-나는 카데트 C를 베이스로 했다.

## 카데트 D

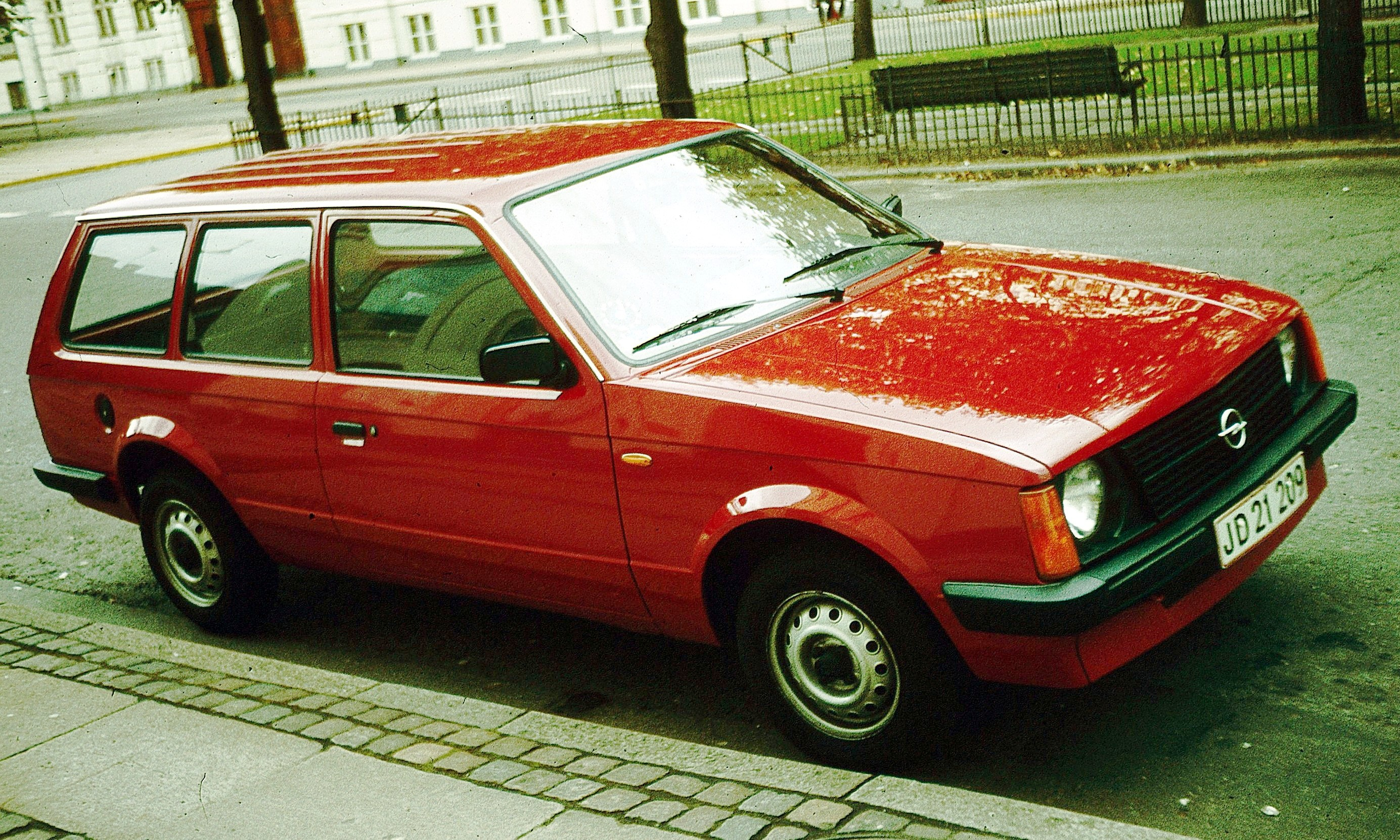
오펠 카데트 D 정측면

1979년 8월 중순에 출시되었다. 1974년에 선보인 폭스바겐 골프의 영향을 받아 후륜구동에서 전륜구동으로 바뀌었다. 카데트 C가 아직 충분한 상품성을 가지고 있다고 판단되어 독일 이외에 다른 국가에서는 여전히 GM의 다른 계열사인 이스즈 등에 의해 생산되어 카데트 D는 세계 전략 차종이 되지는 않았다.

## 카데트 E

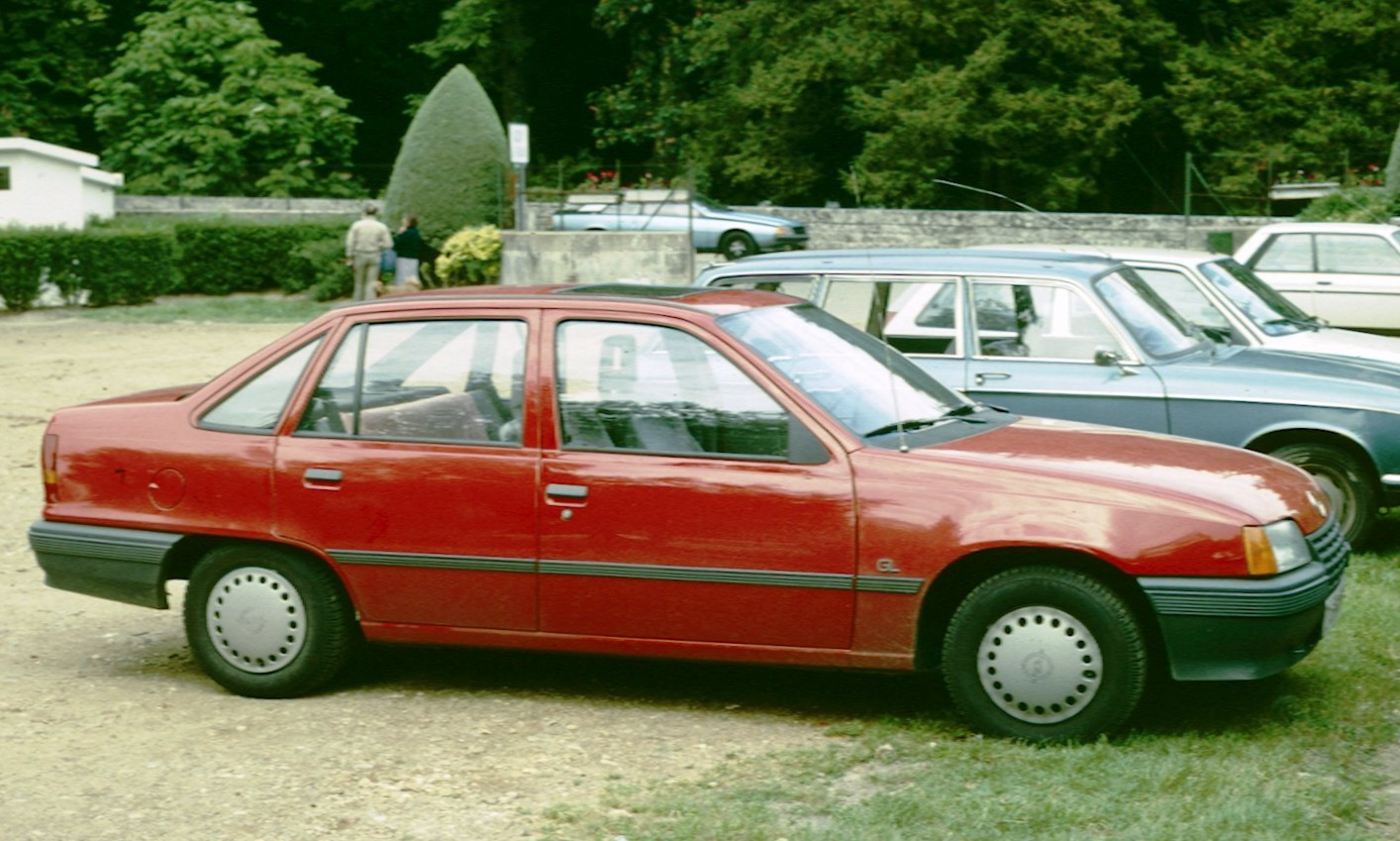
오펠 카데트 E 정측면

1984년 8월에 출시되었다. 직선 위주의 디자인에서 공기 역학 설계를 통해 곡선을 써 공기 저항 계수(Cd)는 당시로서는 우수한 0.32가 되었다. 1986년에 대한민국에 출시된 대우 르망은 카데트 E를 베이스로 했다. 1991년에 후속 차종인 아스트라가 출시된 이후에도 병행 판매되다가 1995년에 단종되었다.